# Le Luisin
Le Luisin är en bergstopp i Schweiz.   Den ligger i distriktet Saint-Maurice och kantonen Valais, i den sydvästra delen av landet, 100 km söder om huvudstaden Bern. Toppen på Le Luisin är 2 786 meter över havet, eller 340 meter över den omgivande terrängen. Bredden vid basen är 2,4 km.
Terrängen runt Le Luisin är huvudsakligen bergig, men åt sydväst är den kuperad. Närmaste större samhälle är Martigny, 8,1 km öster om Le Luisin. 
I omgivningarna runt Le Luisin växer i huvudsak blandskog. Runt Le Luisin är det ganska tätbefolkat, med 83 invånare per kvadratkilometer.